# Rafael Câmara
Rafael Chaves Câmara (Recife, 5 mei 2005) is een Braziliaans autocoureur. Sinds 2022 maakt hij deel uit van de Ferrari Driver Academy, het opleidingsprogramma van het Formule 1-team van Ferrari. In 2024 werd hij kampioen in het Formula Regional European Championship en in 2025 in het FIA Formule 3-kampioenschap.

## Carrière

### Karting
Cãmara begon zijn autosportcarrière in het karting in 2011 in het kampioenschap van de deelstaat Pernambuco. Hij won titels in alle regionale en nationale kampioenschappen waar hij aan deelnam. Vervolgens ging hij internationaal karten. In 2019 werd hij tweede in de OK Junior-klasse van het wereldkampioenschap karten. In 2020 stapte hij over naar de OK-klasse, waarin hij vijfde in het Europees kampioenschap werd. In 2021 won hij in deze categorie zowel de WSK Champions Cup als de WSK Super Master Series en werd hij achter Andrea Kimi Antonelli tweede in het Europees kampioenschap.
Aan het eind van 2021 werd Câmara uitgenodigd voor de FDA World Scouting Finals. Naar aanleiding van dit evenement werd hij, samen met Oliver Bearman, toegelaten tot de Ferrari Driver Academy, het opleidingsprogramma van het Formule 1-team van Ferrari.

### Formule 4
In 2022 maakte Câmara de overstap naar het formuleracing en maakte hij zijn Formule 4-debuut in het Formule 4-kampioenschap van de Verenigde Arabische Emiraten, waarin hij uitkwam voor het team Prema Racing. Hij moest echter het eerste raceweekend missen vanwege een COVID-19-infectie. In de rest van het seizoen behaalde hij zes zeges: vijf op het Dubai Autodrome en een op het Yas Marina Circuit. Daarnaast stond hij nog twee keer op het podium. Met 210 punten werd hij achter Charlie Wurz tweede in de eindstand.
Vervolgens kwam Câmara uit in het Italiaans Formule 4-kampioenschap voor Prema. Hij won de seizoensopener op het Autodromo Internazionale Enzo e Dino Ferrari en voegde hier op het Misano World Circuit Marco Simoncelli nog een zege aan toe. In de rest van het seizoen stond hij nog acht keer op het podium. Met 239 punten werd hij achter Antonelli en Alex Dunne derde in het klassement. Ook reed hij in vier van de zes raceweekenden van het ADAC Formule 4-kampioenschap. Hij won een race op het Circuit de Spa-Francorchamps en stond hiernaast nog acht keer op het podium. Met 193 punten werd hij achter Antonelli en Taylor Barnard ook hier derde in het klassement.

### Formule Regional
In 2023 maakte Câmara zijn Formule Regional-debuut in het Formula Regional Middle East Championship (FRMEC) bij het team Mumbai Falcons Racing Limited. Hij behaalde zes podiumplaatsen: drie op het Kuwait Motor Town, twee op Dubai en een op Yas Marina. Met 131 punten werd hij achter Antonelli en Barnard derde in de eindstand. Vervolgens stapte hij over naar het Formula Regional European Championship (FREC) en zette hier zijn samenwerking met Prema voort. Hij won twee races op Spa-Francorchamps en de Red Bull Ring en stond hiernaast nog drie keer op het podium. Met 173 punten werd hij vijfde in de eindstand.
In 2024 keerde Câmara terug naar het FRMEC bij Mumbai Falcons. Hij won twee races op Dubai en Yas Marina, zijn enige podiumplaatsen van het seizoen. Met 128 punten werd hij achter Tuukka Taponen en Barnard derde in het klassement. Vervolgens reed hij in zijn tweede seizoen van het FREC bij Prema. Hij won zeven races: twee op Spa-Francorchamps en een op zowel de Hockenheimring Baden-Württemberg, het Circuit Zandvoort, het Circuit Paul Ricard, Imola en het Autodromo Nazionale Monza. Daarnaast stond hij nog vijf keer op het podium. Met 309 punten werd hij gekroond tot kampioen in de klasse.

### Formule 3
In 2025 debuteert Câmara in het FIA Formule 3-kampioenschap bij het team Trident.